# ۱۰۴۴ (قمری)
۱۰۴۴ (قمری)، هزار و چهل و چهارمین سال در گاهشماری هجری قمری است. اول محرم این سال برابر با بیست و هفتم ژوئن سال ۱۶۳۴ میلادی است.